# Lianne La Havas
Pour les articles homonymes, voir Havas (homonymie).
Lianne La Havas, née Lianne Charlotte Barnes le 23 août 1989, est une auteure-compositrice-interprète britannique de folk et de soul.

## Biographie
Lianne La Havas est née à Londres, d'un père grec et d'une mère jamaïcaine. Elle commence à sept ans l'étude du piano, discipline dans laquelle sa créativité est encouragée notamment par son père qui est multi-instrumentiste. Elle entre dans une école d'arts plastiques qu'elle quitte à dix-huit ans, s'étant découvert une passion pour la musique[réf. nécessaire].
Après avoir quitté ses études, La Havas se consacre entièrement à la musique. Elle enregistre ses premières démos et est présentée à d'autres artistes par un ami, le chanteur et compositeur Allan Rose. Elle a notamment rencontré la chanteuse britannique Paloma Faith et chante plus tard des vocaux pour elle.
La chanteuse est également co-autrice et interprète du duo Paris Parade avec Christian Pinchbeck, son compagnon d'alors dont elle est aujourd'hui séparée.
En 2010, elle signe un contrat avec la firme Warner Bros. pour deux années[réf. nécessaire].
Son premier E.P., Lost & Found paraît le 21 octobre 2011. L'Américain Willy Mason intervient sur l'un des titres, No Room For Doubt[réf. nécessaire].
Elle est l'une des artistes nommé.e.s pour le prix BBC Sound of 2012. Son premier album Is Your Love Big Enough ? paraît le 21 octobre 2012, promu notamment par le simple Forget.
En 2014, on peut l'entendre sur deux chansons et deux interludes du disque Art Official Age de Prince. Elle publie un second recueil personnel, Blood, le 4 septembre 2015.
En 2016, elle assure la première partie de Coldplay lors de sa tournée Sud Americaine A Head Full of Dreams du 31 mars au 17 avril 2016.
En septembre 2019, elle participe au célèbre Crossroads Guitar Festival organisé par Eric Clapton. Cette sixième édition du festival se tient à l'American Airlines Center de Dallas au Texas, les 20 et 21 septembre 2019. Elle y interprète deux morceaux, Is Your Love Big Enough? et I Say a Little Prayer d'Aretha Franklin. Les deux titres se retrouvent aussi bien sur le CD que sur le DVD.

## Discographie

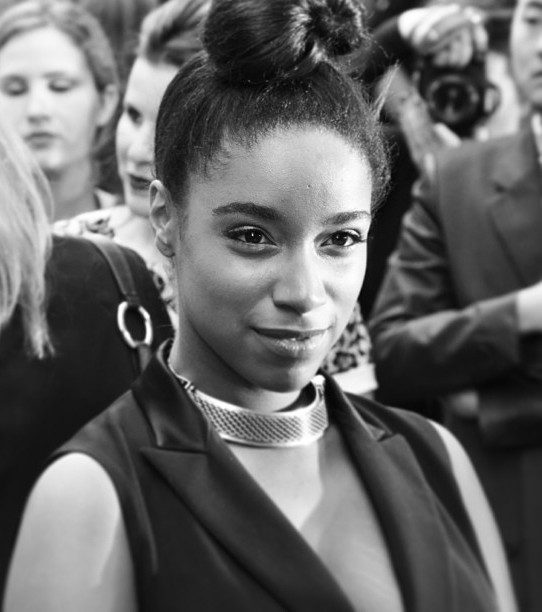
Lianne La Havas en 2012.

### Albums studio
- 2012 : Is Your Love Big Enough ?
- 2015 : Blood
- 2020 : Lianne La Havas

### E.P.
- 2011 : Lost & Found
- 2011 : Live in L.A. (enregistrement public au format mp3)
- 2012 : Forget

## Nominations et récompenses
| Année | Organisation  | Récompense          | Catégorie                | Résultat   |
| ----- | ------------- | ------------------- | ------------------------ | ---------- |
| 2011  | BBC Sound of… | Sound of 2012       | Lianne La Havas          | Nomination |
| 2012  | Barclaycard   | Mercury Music Prize | Is Your Love Big Enough? | Nomination |